# Algebraische Unabhängigkeit
In der abstrakten Algebra ist die algebraische Unabhängigkeit eine Eigenschaft von Elementen einer transzendenten Körpererweiterung, welche besagt, dass diese Elemente keine nichttriviale Polynomgleichung mit Koeffizienten im Grundkörper erfüllen.

## Definition
Seien {\displaystyle L/K} eine Körpererweiterung und {\displaystyle v_{1},\ldots ,v_{n}} Elemente von {\displaystyle L}. Gibt es ein vom Nullpolynom verschiedenes Polynom {\displaystyle f} in {\displaystyle n} Variablen und Koeffizienten in {\displaystyle K}, d. h.  {\displaystyle f\in K\lbrack X_{1},\ldots ,X_{n}\rbrack \setminus \{0\}}, so dass
{\displaystyle f(v_{1},\ldots ,v_{n})=0},
dann heißen {\displaystyle v_{1},\ldots ,v_{n}} algebraisch abhängig. Existiert kein solches Polynom, dann heißen die Elemente algebraisch unabhängig.
Dieser Begriff kann auf unendliche Teilmengen {\displaystyle M} von {\displaystyle L} erweitert werden, indem man eine Menge {\displaystyle M} algebraisch abhängig nennt, wenn sie eine algebraisch abhängige endliche Teilmenge hat.
Ähnlich zum in Vektorräumen verwendeten Konzept der Linearkombination (lineares homogenes Polynom), welches den Begriff der linearen Unabhängigkeit liefert, betrachtet man manchmal bei Körpererweiterungen algebraische Kombinationen transzendenter Elemente, d. h. beliebige (gebrochenrationale) Polynome mit Koeffizienten im Grundkörper.
Ein maximales System algebraisch unabhängiger Elemente heißt Transzendenzbasis, ihre Mächtigkeit heißt Transzendenzgrad der Erweiterung.

## Zusammenhang mit algebraischen Elementen
Ist {\displaystyle L/K} eine Körpererweiterung, so ist ein Element aus {\displaystyle L} genau dann über dem Körper {\displaystyle K} algebraisch abhängig, wenn es ein algebraisches Element über {\displaystyle K} ist, denn nach Definition ist es genau dann Nullstelle eines Polynoms mit Koeffizienten aus {\displaystyle K}. Damit ist ein Element aus {\displaystyle L} genau dann algebraisch unabhängig über {\displaystyle K}, wenn es ein transzendentes Element über {\displaystyle K} ist.

## Beispiele
- Zueinander bezüglich der Multiplikation inverse Elemente sind stets algebraisch abhängig, da sie Nullstellen des Polynoms {\displaystyle XY-1} sind.
- Die reellen Zahlen {\displaystyle \pi +1} und {\displaystyle \pi ^{2}} (mit der Kreiszahl pi) sind algebraisch abhängig über den rationalen Zahlen {\displaystyle \mathbb {Q} }, denn sie erfüllen mit {\displaystyle X=\pi +1} und  {\displaystyle Y=\pi ^{2}} die Polynomgleichung {\displaystyle Y-(X-1)^{2}=0}.
- Ebenso sind {\displaystyle \pi } und die imaginäre Einheit {\displaystyle i} algebraisch abhängig über {\displaystyle \mathbb {Q} }, denn mit {\displaystyle X=\pi } und {\displaystyle Y=i} gilt {\displaystyle 0\cdot X+Y^{2}+1=0}. Das liegt natürlich daran, dass die Menge {\displaystyle \{i\}} allein schon algebraisch abhängig ist. Obwohl {\displaystyle \pi } und {\displaystyle i} algebraisch abhängig sind, gehört weder {\displaystyle \pi } zu {\displaystyle \mathbb {Q} (i)} noch {\displaystyle i} zu {\displaystyle \mathbb {Q} (\pi )}.

Beispiele von komplexen Zahlen, die über {\displaystyle \mathbb {Q} } algebraisch unabhängig sind, sind schwerer zu finden, obwohl es bewiesenermaßen unendlich viele (genauer: kontinuum-viele) über {\displaystyle \mathbb {Q} } algebraisch unabhängige komplexe Zahlen gibt. Man vermutet aber, dass {\displaystyle e} und {\displaystyle \pi } es sind. Leicht ist es dagegen, Beispiele in anderen Körpern zu finden:
- Im rationalen Funktionenkörper {\displaystyle \mathbb {Q} (X,Y)} in zwei Unbestimmten {\displaystyle X} und {\displaystyle Y} über den rationalen Zahlen sind die Elemente {\displaystyle X} und {\displaystyle Y} algebraisch unabhängig, denn nach Definition dieses Körpers ist das einzige Polynom in zwei Variablen, das an der Stelle {\displaystyle (X,Y)} gleich 0 ist, das Nullpolynom.

- Ein größeres Beispiel findet man im Funktionenkörper {\displaystyle K(X_{1},\ldots ,X_{n})}. Hier sind alle elementarsymmetrischen Polynome {\displaystyle \sigma _{1},\ldots ,\sigma _{n}} algebraisch unabhängig.[2]

## Algebraische Unabhängigkeit von berühmten Konstanten
Es ist nicht bekannt, ob {\displaystyle \pi } und {\displaystyle e} algebraisch unabhängig sind. 1996 bewies jedoch Juri Walentinowitsch Nesterenko, dass:
- {\displaystyle \pi }, {\displaystyle e^{\pi }}, und Γ(1/4) algebraisch unabhängig sind über {\displaystyle \mathbb {Q} }.[3]
- {\displaystyle e^{\pi {\sqrt {3}}}} und Γ(1/3) algebraisch unabhängig sind über {\displaystyle \mathbb {Q} }.
- Für alle positiven Ganzzahlen {\displaystyle n} sind die Zahlen {\displaystyle e^{\pi {\sqrt {n}}}} algebraisch unabhängig über {\displaystyle \mathbb {Q} }.[4]